# Francesco Zampano
Francesco Zampano (Génova, 30 de septiembre de 1993) es un futbolista italiano que juega de defensa en el Modena F. C. de la Serie B.

## Trayectoria

### U. C. Sampdoria
Nacido en Génova, Liguria, junto con su hermano gemelo Giuseppe Zampano, pasaron su carrera juvenil dentro de la región italiana. Giuseppe y Francesco ambos jugaron en la selección sub-17 del equipo genovés U. C. Sampdoria durante la temporada 2009-10.

### Virtus Entella
En la temporada 2010-11 ambos se marcharon a otro equipo ligur Virtus Entella (que lleva el nombre del río). En la temporada 2011-12, el Entella lo fichó en un acuerdo de copropiedad por un peppercorn de 500 euros, y Giuseppe volvió a la Sampdoria para su equipo sub-19. Jugó tanto en el primer equipo como en el sub-19 del Entella. Entre los defensores de la Lega Pro que nacieron en 1991 o después, tuvo la cuarta puntuación media más alta de 6.24/10 clasificada por La Gazzetta dello Sport, y fue el mejor defensor de la Lega Pro nacido en el grupo de edad de 1993. En junio de 2012 la Sampdoria no logró recomprar a Alberto Masi y a Zampano, ambos por no dar el precio más alto en una oferta cerrada a la Lega Serie B. Alberto Masi y Zampano fueron los compañeros que representaron al equipo de la Lega Pro.

### Hellas Verona F. C.
Durante el verano de 2013 se trasladó al Hellas Verona F. C., y luego pasó a estar cedido al S. S. Juve Stabia.

### Delfino Pescara 1936
Al finalizar su cesión tras la temporada 2014-15, fue cedido al Delfino Pescara 1936, con opción de compra. El 23 de julio de 2015 el Pescara lo fichó.
El 16 de agosto de 2018 se incorporó al Frosinone Calcio de la Serie A en calidad de cedido hasta el 30 de junio de 2019 con obligación de compra.

### Venezia F. C.
El 1 de junio de 2022 firmó un contrato de tres años con el Venezia F. C.

## Selección nacional
Recibió su primera convocatoria con la selección nacional en su temporada de despegue 2011-12. Marcó un gol contra la selección italiana sub-19 cuando representaba al equipo representativo de la Lega Pro sub-20 en diciembre de 2011. Debutó con la selección sub-19 de Italia el 29 de febrero de 2012. Jugó los 3 partidos de la clasificación de élite del Campeonato de Europa de Fútbol Sub-19 de la UEFA 2012 en mayo. También recibió una convocatoria del equipo representativo de la Lega Pro para un torneo juvenil en Dubái en abril, sin embargo, no jugó.

## Estadísticas

### Clubes
Actualizado al último partido disputado el 3 de noviembre de 2024.
| Club                          | Div.          | Temporada     | Liga  | Liga  | Copas nacionales | Copas nacionales | Copas internacionales | Copas internacionales | Total | Total |
| Club                          | Div.          | Temporada     | Part. | Goles | Part.            | Goles            | Part.                 | Goles                 | Part. | Goles |
| ----------------------------- | ------------- | ------------- | ----- | ----- | ---------------- | ---------------- | --------------------- | --------------------- | ----- | ----- |
| Virtus Entella · Italia       | 4.ª           | 2011-12       | 26    | 0     | 0                | 0                | —                     | —                     | 26    | 0     |
| Virtus Entella · Italia       | 3.ª           | 2012-13       | 23    | 0     | 2                | 0                | —                     | —                     | 25    | 0     |
| Virtus Entella · Italia       | Total club    | Total club    | 49    | 0     | 2                | 0                | 0                     | 0                     | 51    | 0     |
| S. S. Juve Stabia · Italia    | 2.ª           | 2013-14       | 33    | 2     | 1                | 0                | —                     | —                     | 34    | 2     |
| S. S. Juve Stabia · Italia    | Total club    | Total club    | 33    | 2     | 1                | 0                | 0                     | 0                     | 34    | 2     |
| Delfino Pescara 1936 · Italia | 2.ª           | 2014-15       | 38    | 0     | 0                | 0                | —                     | —                     | 38    | 0     |
| Delfino Pescara 1936 · Italia | 2.ª           | 2015-16       | 38    | 1     | 2                | 0                | —                     | —                     | 40    | 1     |
| Delfino Pescara 1936 · Italia | 1.ª           | 2016-17       | 34    | 0     | 2                | 0                | —                     | —                     | 36    | 0     |
| Delfino Pescara 1936 · Italia | 2.ª           | 2017-18       | 11    | 0     | 2                | 0                | —                     | —                     | 13    | 0     |
| Udinese Calcio · Italia       | 1.ª           | 2017-18       | 6     | 0     | 0                | 0                | —                     | —                     | 6     | 0     |
| Udinese Calcio · Italia       | Total club    | Total club    | 6     | 0     | 0                | 0                | 0                     | 0                     | 6     | 0     |
| Delfino Pescara 1936 · Italia | 2.ª           | 2018-19       | 0     | 0     | 1                | 0                | —                     | —                     | 1     | 0     |
| Delfino Pescara 1936 · Italia | Total club    | Total club    | 121   | 1     | 7                | 0                | 0                     | 0                     | 129   | 1     |
| Frosinone Calcio · Italia     | 1.ª           | 2018-19       | 27    | 0     | 0                | 0                | —                     | —                     | 27    | 0     |
| Frosinone Calcio · Italia     | 2.ª           | 2019-20       | 22    | 1     | 3                | 0                | —                     | —                     | 25    | 1     |
| Frosinone Calcio · Italia     | 2.ª           | 2020-21       | 35    | 1     | 0                | 0                | —                     | —                     | 35    | 1     |
| Frosinone Calcio · Italia     | 2.ª           | 2021-22       | 33    | 2     | 1                | 0                | —                     | —                     | 34    | 2     |
| Frosinone Calcio · Italia     | Total club    | Total club    | 117   | 4     | 4                | 0                | 0                     | 0                     | 121   | 4     |
| Venezia F. C. · Italia        | 2.ª           | 2022-23       | 34    | 1     | 1                | 0                | —                     | —                     | 35    | 1     |
| Venezia F. C. · Italia        | 2.ª           | 2023-24       | 38    | 1     | 1                | 0                | —                     | —                     | 39    | 1     |
| Venezia F. C. · Italia        | 1.ª           | 2024-25       | 11    | 0     | 1                | 0                | —                     | —                     | 12    | 0     |
| Venezia F. C. · Italia        | Total club    | Total club    | 83    | 2     | 3                | 0                | 0                     | 0                     | 86    | 2     |
| Total carrera                 | Total carrera | Total carrera | 409   | 9     | 17               | 0                | 0                     | 0                     | 426   | 9     |